# Торбйорн Рое Ісаксен
Торбйорн Рое Ісаксен (норв. Torbjørn Røe Isaksen) — норвезький політик, член партії Хейре, міністр освіти та досліджень (2013—2018).
Ісаксен був редактором газети Xtra, яка публікується молодими консерваторами (Unge Høyre), молодіжним крилом Консервативної партії з 2002 по 2004 рік. Також був керівником молодих консерваторів з 2004 по 2008 рік. До початку політичної діяльності, Ісаксен працював позаштатним журналістом і був політичним редактором у газеті Minerva. Ісаксен має ступінь магістра політичних наук в Університету Осло. Його дипломна робота була про Фрідріха Гаєка. У 2008 році він опублікував книгу The Right Turn. For a New Conservatism, яка був надрукована у трьох виданнях.
Він працював заступником представника в Норвезькому парламенті від Телемарку протягом 2005—2009 років. На виборах 2009 року він був здобув найбільшу підтримку серед консерваторів і був обраний до парламенту Норвегії вперше.
У 2007 році він був названий найбільш талановитим молодим політиком Норвегії за версією норвезьеої газети Verdens Gang.